# Йон, Иржи
Иржи Йон (чеш. Jiří John, род. 6 ноября 1923 г. Тршешть — ум. 22 июня 1972 г. Прага) — чешский художник и книжный иллюстратор. Был членом художественной групп Художественная беседа и UB 12.
Изучал живопись в Государственной школе графики; затем, в 1946—1951 годах — в Высшей школе прикладного искусства в Праге. Известен как великолепный иллюстратор литературы, работал также в области архитектуры и скульптуры — И.Йону принадлежит авторство памятника евреям — жертвам нацизма (совместно с Вацлавом Боштиком), а также работал по восстановлению Пинкасовой синагоги в Праге. С 1963 года преподаёт рисунок и черчение в Академии изящных искусств в Праге. В своих художественных произведениях И.Йон придерживался тенденций современного, модернистского искусства, был близок к творчеству Йозефа Шимы. В 1960-е годы создавал также крупноформатные полотна.